# Elaphria atrisigna
Elaphria atrisigna là một loài bướm đêm trong họ Noctuidae.